# Жан-Жак Русо
Жан-Жак Русо (на френски: Jean-Jacques Rousseau) е женевски философ, писател, музиколог и композитор, работил през голяма част от живота си във Франция. Неговата политическа философия влияе върху разпространението на Просвещението из цяла Европа, както и върху някои аспекти на Френската революция и цялостното развитие на съвременната политическа, икономическа и образователна мисъл.
Неговите трудове „Разсъждение върху произхода на неравенството“ и „За обществения договор“ се застъпват за демократично управление и са крайъгълни камъни в съвременната политическа и социална мисъл. Сантименталният роман на Русо „Жули или Новата Елоиза“ (1761) е важен за развитието на предромантизма и романтизма в литературата. Произведението му „Емил или За възпитанието“ (1762) е образователен трактат за мястото на индивида в обществото. Автобиографичните книги на Русо – „Изповеди“ (завършени през 1769 г., но публикувани посмъртно) и недовършените „Размисли на самотния скитник“ (съставени 1776 – 1778 г.) са важно събитие в интелектуалния живот от края на XVIII век, са с характерен фокус върху субективността и самоанализа, възприети по-късно в съвременната литература и дават начало на съвременния автобиографичен жанр.
През живота си Русо живее на много места и на два пъти сменя религията си. През 1742 г. се сприятелява с писателя философ Дени Дидро и става един от енциклопедистите. Жизненият му път е изпълнен с конфликти и като младеж, и по-късно: с дейци на Просвещението като Дидро, Волтер и дори с Дейвид Хюм, с католическата и протестантската църква, с парижките и швейцарските власти. Има много почитатели, включително кралски особи, но и много врагове. По време на Френската революция Русо е най-популярният философ, особено сред якобинците. Той е обявен от тях за национален герой и е препогребан в Пантеона в Париж през 1794 г., 16 години след смъртта му.
Със своите музикални произведения Жан-Жак Русо дава начало на два от най-значителните театрални жанра – с Писма за френската музика (Lettre sur la musique française) (1753) и едноактната опера Селският гадател (Le Devin du village) (1752) той създава френската комична опера-буфа, а с Пигмалион (Pygmalion) (1770), създадена в сътрудничество с композитора Орас Коане, създава театралната мелодрама. Чрез своя Музикален речник (Dictionnaire de musique) (1767) той става също най-цитираният естет на XVIII век.

## Биография

### Ранни години
Почти цялата ни информация за младостта на Русо идва от неговите посмъртно публикувани „Изповеди“, в които хронологията е донякъде объркана, въпреки че съвременни учени преравят архивите в търсене на доказателства, за да попълнят празнотите.
Русо е роден в Женева, която по това време е град-държава и протестантски съюзник на Швейцарската конфедерация. От 1536 г. Женева е република на хугенотите и бастион на калвинизма. Пет поколения преди Русо, неговият прародител Дидие, продавач на книги, който може би е публикувал протестантски трактати, избягал в Женева през 1549 г. от преследванията на френските католици, и станал търговец на вино.
Русо се гордее, че семейството му от средната класа и има право на глас в града. През целия си живот той обикновено се подписва в книгите си „Жан-Жак Русо, гражданин на Женева“. Теоретично Женева се управлява „демократично“ от своите „граждани“ с право на глас. Гражданите са малцинство от населението в сравнение с имигрантите, наричани „жители“, чиито потомци са наричани „коренни жители“ и продължават да нямат избирателно право. Всъщност, вместо да се управлява с гласуване на „гражданите“, градът се управлява от малък брой заможни семейства, които съставляват „Съвет на двестате“; те делегират правомощията си на 25-членен орган на изпълнителната власт, избиран помежду им, наречен „Малкият съвет“.
Бащата Исак Русо е часовникар също като дядо си, баща си и братята си, с изключение на кратък период, в който преподава танци като танцмайстор. Независимо от статута си на занаятчия Исак е образован добре и обича музиката. „Женевският часовникар“, пише Русо, „е човек, който може да бъде представен навсякъде; докато един парижки часовникар може да говори само за часовници“. През 1699 г. Исак се забърква в неприятности, след като влиза в кавга с гостуващи английски офицери, които в отговор изваждат шпагите си и го заплашват. След като местните власти се намесват, Исак е наказан, тъй като Женева цени поддържането на добрите връзки с чужбина.
Майката на Русо, Сузана Бернар Русо, е от семейство от висшата класа. Тя е отгледана от чичо си Самюел Бернар, калвинистки проповедник. Той се грижи за Сузана, след като баща ѝ Жак умира на около 30 години, изпаднал в проблеми със закона и религиозните власти, защото имал любовница. През 1695 г. Сузана е обвинена, че е присъствала на уличен театър, преоблечена като селянка, за да може да гледа г-н Венсан Сарасин, когото тя харесва, въпреки че е женен. След изслушване от Женевската консистория тя получава заповед никога вече да не контактува с него. Сузана се омъжва за Исак Русо на 31-годишна възраст. Осем години по-рано сестрата на Исак (също Сузана) се е омъжила за брата на Сузана, след като забременява и двамата са наказани от Консисторията. Детето умира при раждането. По-късно на младия Жан-Жак разказват измислена романтична история за родителите и леля му, в която любовта на младите е отречена от строгия патриарх, но любовта побеждава благодарение на лоялността на братя и сестри и се сключват два брака в един и същи ден. Русо така и не научава истината.
Жан-Жак е роден на 28 юни 1712 г. и по-късно разказва: „Роден съм почти умиращ, те имали малки надежди, че ще оцелея“. Той е кръстен на 4 юли 1712 г., в голямата катедрала. Девет дни след раждането майка му умира от следродилна треска, и по-късно той определя това като „първото от моите нещастия“. Жан-Жак има един по-голям брат, Франсоа, роден през 1705 година, но по-късно изчезнал. Негов съвременник е съименникът му Жан-Батист Русо (1670 – 1740), известен френски поет, с когото нямат родство, но това е причина по-късно Русо да набляга на малкото си име Жан-Жак.
Жан-Жак и Франсоа са отгледани от баща им и леля им по бащина линия, също на име Сузана. Когато Жан-Жак е на пет години, баща му продава къщата, която семейството е получило от роднините на майка му. Докато първоначалният замисъл е синовете му да наследят сумата, когато пораснат, а междувременно той да живее от лихвите, в крайна сметка бащата почти изхарчва значителната сума. След продажбата семейство Русо напуска квартала на висшата класа и се мести в квартал на занаятчиите – ювелири, гравьори и други часовникари. Израствайки сред майстори-занаятчии, по-късно Русо ги сравнява с хората на изкуството, като пише: „онези важни личности, които се наричат художници, а не занаятчии, работят единствено за безделниците и богатите и поставят произволна цена на техните дрънкулки". В тази среда Русо става свидетел на класова борба, тъй като сред занаятчиите често има вълнения в знак на съпротива срещу привилегированата класа, управляваща Женева.
Русо няма спомени как се е научил да чете, но си спомня как на пет-шест години баща му го окуражавал:
| „      | От майка ми бяха останали романи. Ние почнахме да ги четем след вечеря, баща ми и аз. майка ми. Целта в началото беше само да се упражнявам в четене чрез забавни книги, но скоро те събудиха толкова жив интерес у нас, че ние ги четяхме един след друг безспир и прекарвахме по цели нощи в това занимание. Никога не можехме да спрем, преди да сме завършили книгата. Понякога, чувайки сутрин чуруликането на лястовиците, баща ми казваше засрамен, „Хайде да си лягаме, аз съм по-голямо дете и от тебе“. | “ |
| :с. 28 | |   |

По-късно започват да четат древни и съвременни класически произведения, оставени от чичото на майка му. От тях най-любимо е „Успоредни животописи“ на Плутарх, които той чете на баща си, докато прави часовници. Русо възприема творчеството на Плутарх като друг вид роман, описващ благородните действия на героите. В своите „Изповеди“ Русо заявява, че с четенето на произведенията на Плутарх и с разговорите, които то поражда, „се оформи моят свободолюбив и републикански дух, моят горд и непокорен нрав, нетърпящ робство и ярем, който ме е измъчвал цял живот при най-неподходящи за неговото разгръщане условия“:с. 29.
Когато Русо е на десет години, баща му, запален ловец, влиза в разпра с богат земевладелец, в чиито земи е заловен в нарушение. За да избегне сигурно осъждане, той се премества в Нион на територията на Берн, като взема със себе си лелята Сузана. Жени се повторно и от този момент синът му не го вижда много. Жан-Жак остава с чичо си по майчина линия, който го изпраща заедно със собствения си син Аврам Бернар за две години при калвинистки проповедник в едно селце край Женева:с. 33. Тук момчетата учат основите на математиката и рисуването. Русо, който винаги е бил дълбоко разчувстван от религиозните служби, известно време дори мечтае да стане протестантски проповедник. На 13-годишна възраст Русо става чирак първо при нотариус, а след това и при гравьор, който го бие. На 15 години той бяга от Женева (на 14 март 1728 г.), след като една вечер закъснява и намира градските врати заключени.
В съседна Савоя той се подслонява при римокатолическия свещеник Беноа дьо Понвер, който го препоръчва на баронеса Франсоаз-Луиз дьо Варан, на 29 години. Тя е благородничка от протестантски произход, разделена със съпруга си. Приела е католицизма и усърдно работи, за да привлича и други протестанти към католицизма, за което получава заплащане от краля на Пиемонт. На 21 март Русо се среща за първи път с баронесата, която по-късно става негова покровителка и любовница. В своите „Изповеди“ той пише, че тази среща трябва да бъде ознаменувана с колона от злато. Баронеса дьо Варан изпраща Русо в Торино, столицата на Савоя (която включва Пиемонт), където на 23 април 1728 г. той приема католицизма. Поради това се налага Русо да се откаже от женевското си гражданство, въпреки че по-късно през живота си се връща към калвинизма и възвръща гражданството си.
Оказвайки се сам и без средства, тъй като баща му и чичо му повече или по-малко се отричат от него, младият Русо се издържа известно време като слуга, секретар и възпитател, скитащ из Италия (Пиемонт и Савоя) и Франция. През това време той се приютява от време на време при дьо Варан, която боготвори и нарича своя „маман“. По това време тя се установява в имението Шармет край Шамбери, един от главните градове на Савойското херцогство. Имението е собственост на маркиз Франсоа дьо Конзие и разполага с богата библиотека, от която Русо черпи много от ранните си идеи. Поласкана от предаността му, тя се опитва да го накара да се ангажира с някаква професия и му урежда официални уроци по музика. По едно време той посещава за кратко семинария с идеята да стане свещеник.
През 1730 г. Жан-Жак Русо предприема пътуване пеш до Ньошател, където известно време учи музика, а на връщане към Шамбери посещава град Тон. През 1732 г. вече отново е в Шамбери и работи в администрацията на херцогството, а след това и като частен учител по музика. Когато Русо навършва 20 години, дьо Варан го прави свой любовник, макар че има интимна връзка и с управителя на къщата си и се получава тройна връзка (на френски: ménage à trois). Това обърква Русо и го кара да се чувства неудобно, но той винаги смята дьо Варан за най-голямата любов в живота си. Доста разточителна, тя има голяма библиотека и обича да кани гости и да слуша музика. Тя и нейният кръг от образовани представители на католическото духовенство въвеждат Русо в света на литературата и идеите. Като малък Русо не е старателен ученик, но след 20-те си години, когато у него започват продължителни пристъпи на хипохондрия, започва сериозно да изучава философия, математика и музика. На 25 той получава малко наследство от майка си и използва част от него, за да върне на дьо Варан финансите, които тя е изразходвала за него. На 27 години Жан-Жак започва работа като учител в Лион.

### В Париж
През 1742 г. Русо се премества в Париж, за да представи на Академията на науките нова система за номерирана музикална нотация, с която той смята, че ще направи състояние. Неговата система, предназначена да бъде съвместима с печатарството, представлява един ред с числа, представляващи интервалите между нотите и точки и запетаи, показващи ритмичните стойности. Считайки, че системата е непрактична, Академията я отхвърля, въпреки че хвали знанията му по темата и го призовава да опита отново. През същата година той се сприятелява с Дени Дидро, с когото обсъждат литературни начинания.
От 1743 до 1744 г. Русо заема почетен, но зле платен пост като секретар на френския посланик във Венеция граф дьо Монтегю. Това събужда у него любов за цял живот към италианската музика, особено към операта. Посланикът е с труден характер, а освен това плаща нередовно на персонала си. След 11 месеца Русо напуска, като отнася от службата дълбоко недоверие към правителствената бюрокрация. Той се завръща в Париж през 1745 г. и основният му интерес продължава да е насочен към музиката, макар че Дидро скоро го привлича и към писането на статии за голямата „Енциклопедия, или тълковен речник на науките, изкуствата и занаятите“. Този огромен труд съсредоточава привържениците на радикалното и антиклерикално мислене и авторите енциклопедисти са едновременно философи и автори на непочтителни памфлети.
Завръщайки се в Париж на 33 години и без грош, Русо се издържа с преписване на ноти и става секретар в домакинството на мадам д'Епине. По същото време започва семейният му живот с Терез Левасьор, шивачка, която сама издържа майка си и многобройни братя и сестри. Отначало те не живеят заедно, въпреки че по-късно Терез и майка ѝ живеят при него като негови слуги, а Русо поема издръжката на голямото ѝ семейство. Оттам насетне той винаги представя Терез като своя домакиня. Въпреки че е неграмотна, тя се превръща в страхотен готвач, което хоби Русо споделя. Според него самия Терез му е родила син и още четири деца (няма независимо потвърждение за това). Русо пише, че с помощта на майка ѝ убедил Терез да предаде всяко от новородените в сиропиталище заради нейната „чест“.:с. 376 В писмо до мадам дьо Франкьой от 1751 г. той твърди, че не е достатъчно богат, за да отглежда децата си, но много по-късно, в IX книга на Изповедите, дава истинските причини за своя избор: „Изтръпвах при мисълта да ги предам на това зле възпитано семейство, за да бъдат възпитани още по-зле самите те. Опасностите от възпитанието в приюта бяха много по-малки”.:с. 452 Десет години по-късно Русо започва да се интересува от съдбата на сина си, но не се намират никакви записи. Когато впоследствие Русо придобива известност като теоретик на възпитанието и отглеждането на деца, критиците му, включително Волтер и Едмънд Бърк, използват изоставянето на собствените му деца за атаки ad hominem.
Русо е привлечен да пише статии по музика за Енциклопедията около 1749 г., тъй като Жан-Филип Рамо отказва. Русо скоро изпъква като най-оригиналният мислител от всички и с най-красноречив стил на писане и допринася с множество статии (390), главно по теория на музиката, но пише също така статията за политическата икономия през 1755 г., положила основите на по-късния му труд За обществения договор.
Идеите на Русо са резултат от почти маниакален диалог с исторически автори, които е прочел в миналото, филтриран в много случаи през разговорите с Дидро. През 1749 г. Русо ежедневно посещава Дидро, тогава затворен в замъка Венсен поради свободомислието, изразено в „Писмо за слепите, предназначено за зрящите“, което намеква за материализъм и споменава ученията за атомите и естествения отбор. По същото време Дижонската академия обявява конкурс за написване на есе на тема „Допринесъл ли е прогресът на науките и изкуствата за покварата или чистотата на нравите“, и Русо пише, че докато отивал към Венсен (на около три мили от Париж), получил откровението, че всъщност изкуствата и науките са виновни за моралното израждане на човечеството, което по същество е добро по природа. Есето Разсъждение за науките и изкуствата на Русо от 1750 г. е отличено с първа награда на конкурса и му носи значителна слава. В Изповеди той споделя: „Целият ми останал живот и всички сполетели ме нещастия бяха неизбежна последица от този миг на заблуждение“:с. 384
Русо продължава да се интересува от музика. Той пише както либретото, така и музиката на операта Селският гадател (на френски: Le devin du village), която е изпълнена за крал Луи XV през 1752 г. във Фонтенбло. Кралят е толкова очарован, че всички са сигурни, че Русо ще получи доживотна пенсия. За неудоволствие на приятелите си, Русо отказва изобщо да се появи на аудиенция, което му носи прозвището „човекът, отказал кралска пенсия“. Той отказва и няколко други изгодни предложения, понякога дори с грубост, граничеща с агресия, което обижда хората и му създава проблеми. През същата година посещението на трупа от италиански музиканти в Париж и тяхното изпълнение на опера-буфа (комична опера) La serva padrona от Джовани Батиста Перголези, предизвиква т.нар. Querelle des Bouffons – спор, противопоставящ привържениците на италианския и френския стил в музиката. Енциклопедистите са за италианската музика, а Русо е най-яростният ѝ защитник, тъй като добре я е опознал по време на престоя си във Венеция и освен това е публикувал музиката на Перголези в Париж. Русо твърди, че мелодията и предаването на емоциите е по-важно от хармонията и ожесточено спори с Жан-Филип Рамо, който твърди, че на първо място е връзката на музиката с математиката и физиката, т.е. с хармонията. Русо пише по този повод Писмо за френската музика и Есе за произхода на езиците, непубликувано приживе.
При краткотрайното си завръщане в Женева през 1754 г. Русо отново се връща към калвинизма и си връща официалното женевско гражданство. Макар да обмисля да се премести в Женева, това не става поради враждата му с Волтер, който също се е заселил наблизо. Русо се връща в Париж и през 1755 г. завършва втората си основна работа Разсъждение върху произхода на неравенството, която доразвива аргументите на Разсъждение за изкуствата и науките. В този период животът в парижкото общество обаче започват да му опротивява, тъй като предпочита усамотението и живота в провинцията. Особено се разстройва след като Д'Аламбер по заръка на Волтер пише енциклопедичната статия за Женева, в която твърди, че пасторите в Женева са се отклонили от калвинистката строгост. Русо реагира в защита на калвинизма и завоалирано атакува театъра като вредна институция (Писмо до Д'Аламбер за театралните представления, 1758). Разривът на Русо с парижките салони и с енциклопедистите настъпва през следващите няколко години с написването на трите му основни произведения, в които подчертава страстната си вяра в духовния произход на душата на човека и Вселената, в противоположност на техния строг материализъм, чиито важни представители са Дидро, Ламетри и Холбах.

### В провинцията (1756 – 62)
През 1756 г. неговата покровителка мадам д'Епине, която той много уважава, му предоставя вилата „Ермитаж“ край Монморанси, където да живее със семейството си сред природата. Въпреки че е негова благодетелка, той негодува срещу Д’Епине, която го извиква от време на време, за да присъства в салона ѝ, а това му е неприятно, тъй като се отвращава от неискрените разговори и плиткия атеизъм на енциклопедистите, които са в нейния кръг. В Ермитажа изживява неконсумирана романтична връзка с 25-годишната графиня Софи д'Удто, която вдъхновява неговия епистоларен роман Жули или Новата Елоиза. Софи живее в съседство и е зълва на мадам д'Епине. Ранените чувства пораждат ожесточена кавга между Русо от една страна и мадам Д’Епине и нейния любовник Грим, подкрепени от Дидро, от друга. По-късно Дидро описва Русо като „фалшив, суетен като Сатаната, неблагодарен, жесток, лицемерен и нечестив... Той изсмуква идеи от мен, сам ги използва и след това започва да ме презира“.
Когато гостоприемството на мадам д'Епине приключва, Русо се мести наблизо в друга вила сред природата – Монлуи, а малко по-късно приема патронажа на маршал дьо Люксембург (Шарл II Франсоа Фредерик дьо Монморанси-Люксембург, френски маршал). През този период Русо се радва на подкрепата и покровителството и на принц де Конти. Двамата са сред най-богатите и могъщи благородници във Франция, наистина харесват Русо и се радват на способността му да разговаря по всяка тема. Вероятно те го използват и като начин да си отмъстят на Луи XV и политическата фракция около любовницата му, мадам дьо Помпадур. Дори и в отношенията си с тях обаче Русо стига твърде далеч, отблъсквайки ги с критики на практиката на аренда, в която някои благородници участват.
През 1761 г. е публикуван с огромен успех 800-страничният сантиментален роман на Русо Жули или Новата Елоиза. Темата му е как хората могат да намерят щастие в домашния бит и семейството като контрапункт на обществения живот и държавата. Русо стъпва и на спомени от идиличната му младежка връзка с г-жа дьо Варан. Поетичните описания на природната красота на швейцарската провинция поразяват общественото мнение и може би са допринесли за разпалването на последвалата мания по алпийските пейзажи от XIX век.
През април 1762 г. Русо публикува За обществения договор, произведение с коренно различна тема – какъв е най-добрият начин за организация на политическото общество. То скандализира калвинистите в Женева и приятелят му, женевският пастор Антоан-Жак Рустан се вижда принуден да напише учтиво опровержение на главата „Гражданска религия“, която посочва, че концепцията за „християнска република“ е парадоксална, тъй като християнството учи на покорство, а не на участие в обществените дела.
През май 1762 г. Русо публикува Емил или За възпитанието. Известният раздел на Емил „Верую на савойския викарий“ е замислен от автора в защита на религиозната вяра. Изборът на героя–говорител в защита на религията – католически викарий от смирен селски произход (правдоподобно базиран на любезния прелат, когото Русо среща като младеж), сам по себе си е дързост за времето. Веруюто на викария днес бихме нарекли унитарианство. То предизвиква скандал, тъй като отхвърля първородния грях и божественото откровение, и както протестантските, така и католическите власти го заклеймяват. След публикуването на Емил архиепископът на Париж заклеймява книгата публично от амвона, екземпляри от нея са изгорени и е издадена заповед за арест на Русо. Същото се случва и в Женева. Покровителят на Русо маршал дьо Люксембург съумява единствено да му предостави карета, за да напусне Франция.
Годините в Монморанси са най-продуктивните му като писател: За Обществения договор, Емил и Жули излизат в рамките на 12 месеца и всяка от тях поражда силен отзвук. Първите две предизвикват разгорещени дебати и противоположни оценки и му докарват врагове сред политици и духовници. Тъй като Жули е роман, тя не е подложена на цензура и прави автора си много популярен сред четящата аудитория, преди всичко сред образованите жени. В него Русо развива романтичния стил, загатнат още в музикалните му публикации и това силно повлиява последващото развитие на литературата. Популярността му не може да го спаси от преследване от властите, но възхитените светски дами се застъпват за него от време на време, така че за разлика от Волтер и Дидро, Русо никога не става затворник в действителност.

### В изгнание
След като Емил възмущава членовете на Парижкия парламент, е издадена заповед за арест на Русо, което го кара да избяга в Швейцария. Впоследствие, когато швейцарските власти също осъждат както Емил, така и За обществения договор, Волтер му отправя покана да дойде и да живее при него, коментирайки: „Винаги ще обичам автора на савойския викарий, каквото и да е направил и каквото и да направи ... Нека дойде тук [във Ферне]! Той трябва да дойде! Ще го приема с отворени обятия. Той ще бъде господар тук повече от мен. Ще се отнасям с него като със собствен син.“
По-късно Русо изразява съжаление, че не е приел поканата на Волтер. През юли 1762 г., след като Русо е уведомен, че не може да остане в Берн, Д’Аламбер го съветва да се премести в княжество Ньошател, управлявано от Фридрих Велики от Прусия. По-късно Русо се настанява в Мотие, на петнадесет мили от Ньошател. В писмо до Фридрих от 11 юли 1762 г. Русо описва как е бил прогонен от Франция, от Женева и от Берн; и търси неговата защита. Той също така споменава, че в миналото го е критикувал и че ще продължи да бъде критичен към него и в бъдеще, но заявява: „Ваше величество може да се разпорежда с мен, както пожелае“. Тогава Фридрих, все още зает със Седемгодишната война, пише на местния управител на Нюшател маршал Кийт, който им е общ приятел, че трябва да помогнат „на този нещастник“.
Русо, трогнат от помощта, която получава от Фридрих, заявява, че оттам насетне силно ще се интересува от неговите проблеми. Тъй като Седемгодишната война върви към приключване, Русо му пише отново, като му благодари за получената помощ, призовава го да прекрати военните действия и вместо това да насочи усилията си да направи своите поданици щастливи. Фридрих не отговоря, но коментира пред Кийт, че Русо го е „нахокал“.
Повече от две години (1762 – 1765) Русо живее в Мотие, прекарвайки времето си в четене и писане и срещи с посетители като Джеймс Босуел (декември 1764 г.). Междувременно местните духовници научават за отстъпничеството в неговите писания и решават да се отърват от него. Ньошателската консистория призовава Русо лично да отговори на обвиненията в богохулство. Той отвръща с извинение, че поради заболяване не може да присъства на заседанието. Впоследствие пасторът в енорията на Русо, Фредерик-Гийом дьо Монмолин, започва публично да го изобличава като Антихрист. В една разпалена проповед той цитира Притчи 15: 8: „Жертвата на нечестивите е мерзост за Господа, но молитвата на праведните е негова наслада“; всички разтълкуват това в смисъл, че даването на причастие на Русо не се одобрява от Господ. Църковните атаки разбунват енориашите, които започват да замерят Русо с камъни, когато той излиза на разходки. Около полунощ на 6 – 7 септември 1765 г. в къщата му са хвърлени камъни, и са счупени някои стъклени прозорци. Когато на място местният чиновник Мартине, той вижда толкова много камъни на балкона, че възкликва „Боже мой, това е кариера!“ В този момент приятелите на Русо в Мотие го съветват да напусне града. Докато е в Мотие, Русо пише Проект за конституция на Корсика (1765) и известно време строи планове да замине за острова.
След като в Швейцария го гонят от кантон на кантон и официално се отказва от женевското си гражданство през 1763 г., Русо става изгнаник и прекарва остатъка от живота си в търсене на убежище. Той отвръща на обвиненията на швейцарците, като пише памфлета Lettres écrites de la montagne (1764; Писма от планината), който още повече разпалва духовете. В тях Женева вече не е образцовата република, описана в Разсъждение върху неравенството, а е превзета от „двадесет и пет деспота“ и жителите ѝ са обект на тирания. През октомври 1765 г. той е окончателно прогонен от кантон Берн.

### Престой в Англия
През януари 1766 г. Русо приема поканата на шотландския философ Дейвид Хюм да замине за Англия. В Англия той най-накрая намира спокойствие, като Хюм прави постъпки, зада му издейства пенсия от крал Джордж III и го настанява в домовете на различни благородници, където той е обект на силен интерес и приема много посетители. Това не му допада и по-късно приема поканата на Ричард Дейвънпорт (според Хюм – човек с потекло и състоятелен) да живее в имението му Утън хол, Стафордшър. Тъй като не успява да научи английски или да създаде местни приятелства, Русо остава изолиран. Постепенно английските интелектуалци го вземат на подбив поради едно фалшиво писмо, уж написано до Русо от Фридрих Велики, а всъщност написано като шега от Хорас Уолпол; английската преса с удоволствие превръща скандала в забавление. Русо е емоционално нестабилен, претърпява сериозен спад в психическото си здраве и започва да изпитва параноични фантазии за заговори срещу себе си, отношенията му с Хюм силно се влошават; той подозира Хюм в съучастничество. След размяна на кореспонденция, която включва осемнадесет страници писмо от Русо от 10 юли 1766, описващо причините за негодуванието му, Хюм заключава, че Русо губи душевното си равновесие. Научавайки, че Русо го е заклеймил пред своите парижки приятели, Хюм изпраща копие от дългото писмо на Русо до мадам дьо Буфлер, която е препоръчала Хюм на Русо. Тя отговаря, че според нея причината за гнева на Русо е предполагаемото участие на Хюм в съставянето на фалшивото писмо.
В същото време Русо от известно време пише автобиографичните Изповеди. Когато Хюм научава това, той предполага, че този епизод ще фигурира там. Негови приятели като Адам Смит, Тюрго, Уолпол и мадам дьо Буфлер го съветват да не дава публичност на кавгата си с Русо, но други, като членовете на кръга на Холбах и особено Д'Аламбер, го насърчават да изложи своята гледна точка. През октомври 1766 г. Хюм публикува своята версия на френски във Франция и през ноември на английски в Англия. В крайна сметка скандалът резонира силно из цяла Европа: Женева, Амстердам, Берлин и Санкт Петербург. Уолпол също публикува своята версия на събитията, Босуел атакува Уолпол, мадам дьо Латур нарича Хюм „предател“; Волтер изпраща на Хюм още данни за „прегрешения“ на Русо в Швейцария. След като спорът става публичен, отчасти поради коментарите на известни издатели като Андрю Милар, Уолпол казва на Хюм, че кавги като тази в крайна сметка се превръщат само в източник на забавление. Дидро възприема позата на помирител в бъркотията: „Познавах добре тези двама философи. Бих могъл да напиша пиеса за тях, която хем да ви разплаче, хем да ги оправдае.“ На фона на противоречията около кавгата му с Хюм, Русо запазва публично мълчание, но решава да се прибере във Франция. За да го насърчи да побърза, Терез му подшушва, че слугите в Утън хол се опитват да го отровят. На 21 май 1767 г. Русо и Терез потеглят от Дувър за Кале.

### Отново във Франция
Русо влиза във Франция безпрепятствено, въпреки че заповедта за арест срещу него все още е в сила. Пътува с измислено име, но бива разпознат и град Амиен дава банкет в негова чест. Мнозина френски благородници му предлагат подслон. Първоначално Русо решава да остане в имение на граф дьо Мирабо близо до Париж. Впоследствие, на 21 юни 1767 г., той се премества в замъка на принц Конти в Три.
По това време у Русо се засилват чувствата на параноя и безпокойство и той все вижда конспирации срещу себе си. По-голямата част са само в неговото въображение, но когато на 29 януари 1768 г. театърът в Женева е опожарен, Волтер хвърля вината върху Русо. През юни 1768 г. Русо напуска Три, оставяйки Терез там, и отива първо в Лион, а впоследствие и в Бургуен. Той извиква Терез при себе си и на фалшива гражданска церемония в Бургуен двамата сключват брак под псевдонима „Рену“ на 30 август 1768 г.
През януари 1769 г. Русо и Терез отиват да живеят във ферма близо до Гренобъл. Тук той се занимава с ботаника и завършва Изповедите. Именно по това време Русо изразява съжаление, че е изпратил децата си в сиропиталище. На 10 април 1770 г. заминават за Лион, където Русо се сприятелява с Орас Коане (Horace Coignet), дизайнер на тъкани и музикант-аматьор. По предложение на Русо Коане съчинява музикални интермедии за поемата на Русо в проза Пигмалион; тя е изпълнена в Лион заедно с операта Селският гадател и жъне голям успех. На 8 юни Русо и Терез напускат Лион; пристигат в Париж на 24 юни.
В Париж Русо и Терез се настаняват в непрестижен квартал на града, на улица Платриер (Rue Platrière), днес тя носи неговото име. Той се издържа финансово чрез копиране на ноти и продължава да изучава ботаника. По това време съставя и своите Писма за елементите на ботаниката. Те се състоят от поредица от писма, писани до г-жа Делесерт в Лион, чиито дъщери учат ботаника. Когато в крайна сметка са публикувани посмъртно, тези писма получават широко признание. „Това е истински образец на педагогика и допълва Емил, коментира Гьоте.
Русо е започнал да пише Изповедите през 1765 г., за да защити репутацията си. През ноември 1770 г. те са завършени и макар че не иска да ги публикува, той организира групови четения на откъси от книгата. Между декември и май има поне четири такива четения, като последното трае 17 часа. След май 1771 г. на четенията е сложен край, тъй като мадам д'Епине моли шефа на полицията, който е неин приятел, да ги прекрати, за да защити неприкосновеността на личния ѝ живот. Полицията смъмря Русо, който се съгласява да прекрати сбирките. Изповедите са публикувани (частично) посмъртно през 1782 г.
През 1772 г. Русо е поканен да даде препоръки за нова конституция за Полско-литовската държава и пише Съображения за правителството на Полша, последната му голяма политическа работа.
Също през 1772 г. Русо започва да пише своите Диалози: Русо, съдия на Жан-Жак в пореден опит да отговори на критиците си. Завършва я през 1776 г. Книгата е под формата на три диалога между французин и Русо, които спорят за достойнствата и недостатъците на трети герой – писател, наречен Жан-Жак. Описана е като най-нечитаемата му творба; в предговора към книгата Русо признава, че тя може да бъде повтаряща се и безпорядъчна, но той моли читателя за снизхождение с мотива, че преди да умре, трябва да защити репутацията си от клевети.

### Последни години
През 1766 г. Русо впечатлява Хюм с физическа издръжливост, като прекарва десет часа през нощта на палубата при лошо време по време на пътуването с кораб от Кале до Дувър, докато Хюм не може да стане от леглото си. „Когато всички моряци бяха почти замръзнали до смърт ... на него му нямаше нищо ... Той е един от най-силните мъже, които някога съм познавал“, отбеляза Хюм. Към 1770 г. болестта на пикочните пътища на Русо също поотшумява, след като той спира да се вслушва в съветите на лекарите. По онова време, отбелязва Дамрош, често е било по-добре да се остави природата да свърши своето, вместо човек да се подлага на медицински процедури. Общото му здравословно състояние също се е подобрило. За зла участ, на 24 октомври 1776 г., докато се разхожда по една тясна улица в Париж, насреща му изскача галопираща карета на благородник с привързан към впряга немски дог. Русо не успява да избегне сблъсъка и е съборен на земята. Изглежда, че е претърпял мозъчно сътресение и неврологични увреждания. Здравето му започва да се влошава; приятелят му Коранцес описа появата след инцидента на някои симптоми, които показват, че Русо започва да страда от епилептични припадъци.}
През 1777 г. Русо приема кралски посетител – императорът на Свещената Римска империя Йозеф II, който е пример за просветен абсолютен монарх. Свободното влизане на Русо в операта е подновено по това време и той ходи там от време на време. Също в периода 1777 – 78, той съставя едно от най-добрите си произведения Размисли на самотния скитник“.
През пролетта на 1778 г. маркиз Жирарден кани Русо да живее във вила в замъка му в Ерменонвил. Русо и Терез пристигат на 20 май. Русо прекарва времето си в замъка в събиране на ботанически образци и преподаване на ботаника на сина на Жирарден. Той поръчва от Париж книги за треви, мъхове и гъби и прави планове да завърши продължението на Емил – Емил и Софи, както и музикалната композиция Дафнис и Хлоя.
На 1 юли един от посетителите му коментира, че „хората са нечестиви“, на което Русо отговаря с: „хората са нечестиви, да, но човекът е добър“. Вечерта в замъка има концерт, на който Русо свири на пиано собствена композиция на „Песента на върбата“ от Отело. През деня той е хапнал обилно със семейството на Жирарден; на следващата сутрин, когато се кани да преподава музика на дъщерята на Жирарден, той получава мозъчен кръвоизлив, довел до апоплектичен удар. Сега се смята, че многократните падания, включително инцидентът с каретата и немския дог, може да са допринесли за инсулта на Русо.}
След смъртта му Грим, мадам дьо Стал и други разпространяват фалшивата новина, че Русо се е самоубил; според други клюки Русо е луд, когато умира. Всички, които са се срещали с него през последните му дни, са съгласни, че по това време той е бил в спокойно присъствие на духа.
На 4 юли 1778 г. Русо е погребан на Острова на тополите, като мястото се превръща в обект на поклонение за многобройните му почитатели. На 11 октомври 1794 г. останките му са преместени в Пантеона, където като че ли по ирония на съдбата те са разположени в близост до останките на неговия враг – Волтер.

## Философия
Русо е последовател на учението Деизъм. За него човекът не е толкова рационално същество, както смята Рене Декарт. Човекът е природно, сетивно, емоционално и едва тогава разумно същество. В съчиненията на Русо се забелязва носталгия по миналото на човечеството, по първичното природно състояние. Според него развитието на науките и изкуствата са увеличили уменията и знанията на човека, но не са го направили по-щастлив. Той смята, че частната собственост е причина за неравенството и нещастията на човека. Само равенството в собствеността прави обществото хармонично и хората по-морални. „Човек се ражда свободен, а навсякъде е в окови.“ Човек може да има само такива задължения, за които е сключил обществен договор. С идеята за обществен договор Русо отрича феодалните задължения, които човек има по рождение, смятани за „естествени“. За Русо републиката е най-съвършената държава. В нея всички са равни пред закона. Държавата е основана на равноправен договор.
Русо основава политическата си философия на теорията на договорите и четенето си на Хобс.

### Теория на човешката природа
Първият човек, който оградил парче земя, казал „Това е мое“ и другите хора се оказали достатъчно наивни, за да му повярват, е бил истинският основател на гражданското общество. От колко много престъпления, войни, и убийства, от колко много ужаси и нещастия е можело някой да спаси човечеството, като бутне оградата или запълни оградителния ров и викне на другарите си: Пазете се и не слушайте този самозванец: вие сте загубени, ако забравите, че плодовете на земята принадлежат на всички нас, а самата земя не принадлежи на никого.
—Жан-Жак Русо, Беседа върху неравенството, 1754В оригинал 
The first man who, having fenced in a piece of land, said 'This is mine', and found people naïve enough to believe him, that man was the true founder of civil society. From how many crimes, wars, and murders, from how many horrors and misfortunes might not any one have saved mankind, by pulling up the stakes, or filling up the ditch, and crying to his fellows: Beware of listening to this impostor; you are undone if you once forget that the fruits of the earth belong to us all, and the earth itself to nobody
Подобно на други философи от периода, Русо гледа на хипотетичното „естествено състояние“ на човека като на основополагаща теза.
Русо критикува Томас Хобс за твърдението му, че тъй като човекът в „природното му състояние ... няма представа за доброта, той трябва да е природно нечестив; че е порочен, защото не познава добродетелта“. Русо смята, че напротив, в „природното състояние“ преобладава „непоквареният морал“ и той особено изтъква похвалната умереност в сексуалната област, която проявяват жителите на Карибите  въпреки факта, че живеят в горещ климат, който „изглежда винаги разпалва страстите". 
Русо твърди, че етапът в човешкото развитие, свързан с „диваците“, е най-добрият или оптималният, разположен хронологично между двете крайности: човекът като диво животно, от една страна, и упадъчната цивилизация, от друга. „... нищо не е толкова нежно като човека в неговото първобитно състояние, когато е поставен от природата на еднакво разстояние от глупостта на грубите животни и фаталната просветеност на цивилизования човек.“. Позовавайки се на етапа на човешкото развитие, който свързва с диваците, Русо пише:

Ето защо, въпреки че хората са станали по-малко въздържани, и въпреки че естествено вече е преминала някаква промяна, този период от развитието на човешките способности, поддържане на средна позиция между немарливост на примитивни държави и сприхави дейности на нашия егоцентризъм, трябва да е било най-щастливата и най-трайната епоха. Колкото повече човек се отразява на това, толкова повече човек разбира, че това причинява катаклизми и най-доброто за него, той трябва да го остави да се случва по някакъв фатален начин да се случва, за общото благо. Например диваците, почти всички от които са били открити в това състояние, изглежда потвърждава, че човешката раса е била направена да остане в него завинаги; че това състояние е истинска младост на света, и че всички последващи напредъци на външен вид са толкова много крачки към съвършенството на индивида, а в действителност водят към разпада на видовете.
—Жан-Жак Русо, Беседа върху неравенството, 1754В оригинал 
Hence although men had become less forbearing, and although natural pity had already undergone some alteration, this period of the development of human faculties, maintaining a middle position between the indolence of our primitive state and the petulant activity of our egocentrism, must have been the happiest and most durable epoch. The more one reflects on it, the more one finds that this state was the least subject to upheavals and the best for man, and that he must have left it only by virtue of some fatal chance happening that, for the common good, ought never to have happened. The example of savages, almost all of whom have been found in this state, seems to confirm that the human race had been made to remain in it always; that this state is the veritable youth of the world; and that all the subsequent progress has been in appearance so many steps toward the perfection of the individual, and in fact toward the decay of the species
Гледната точка на много от днешните природозащитници може да бъде проследена назад до Русо, който вярва, че колкото повече хората се отклоняват от природното си състояние, толкова по-зле за тях. Подкрепяйки мнението, че в ръцете на хората всичко се разваля, Русо учи, че хората са свободни, мъдри и добри, когато са в естественото си състояние и че инстинктът и емоцията, когато не са изкривени от неестествените ограничения на цивилизацията, представляват гласът на природата и нейното указание за добър живот. „Благородният дивак“ на Русо е директно противопоставен на културния човек. 

#### Етапи на човешкото развитие
Русо смята, че дивашкият етап не е първият етап от човешкото развитие, а третият. Според него този трети дивашки етап на човешкото обществено развитие е оптимум между двете крайности: състоянието на диви животни и човекоподобни „маймуни“, от една страна, и декадентския цивилизован живот, от друга. Това кара някои критици да припишат на Русо идеята за благородния дивак, но Артър Лавджой категорично показва, че тя представя невярно мисълта на Русо.  Възгледът на Русо е, че моралът не е вдъхновен от обществото, а е по-скоро „естествен“ в смисъла на „вроден“. Той може да се разглежда като резултат от инстинктивното нежелание на човека да бъде свидетел на страданието, от което се пораждат емоции на състрадание или съпричастност. Това са чувства, споделяни с животните и за чието съществуване признава дори Хобс.
Идеите на Русо за човешкото развитие са свързани с формите на медиация или процесите, които хората използват за взаимодействие със себе си и другите чрез алтернативна гледна точка или мисловен процес. Според Русо тези форми са разработени поради вродения стремеж към съвършенство у човека. Те включват самосъзнание, морал, съжаление и въображение. Съчиненията на Русо са умишлено двусмислени по отношение на формирането на тези процеси, но медиацията винаги е присъща част от развитието на човека. Пример за това е схващането, че като индивид човек се нуждае от алтернативна гледна точка, за да стигне до осъзнаването на „аз“-а.
Във философията на Русо отрицателното влияние на обществото върху хората е съсредоточено в превръщането на amour de soi, себелюбието (позитивното отношение към себе си), в amour-propre или гордост. Amour de soi представлява инстинктивното човешко желание за самосъхранение, съчетано с човешката сила на разума. За разлика от него, гордостта amour-propre е изкуствена и насърчава човека да се сравнява с другите, като по този начин създава неоправдан страх и кара хората да изпитват наслада от болката или слабостта на другите. Русо не е първият, който направи това разграничение. То е посочено от Vauvenargues и други автори.
В Разсъждение за науките и изкуствата Русо твърди, че изкуствата и науките не са от полза за човечеството, защото са възникнали не в резултат на автентични човешки нужди, а по-скоро поради гордост и суета. Освен това, възможностите за безделие и лукс, които те създават, допринасят за корумпирането на човека. Той предполага, че напредъкът в знанието е подсилил властта на правителствата и е смазал индивидуалната свобода и стига до заключението, че материалният прогрес всъщност е подкопал възможността за истинско приятелство, като го е заменил с ревност, страх и подозрение.
За разлика от оптимистичния възглед на други просветителски фигури, за Русо прогресът е неблагоприятен за благосъстоянието на човечеството, освен когато може да му се противодейства чрез култивирането на граждански морал и дълг. Само в гражданското общество човек може да бъде облагороден – чрез използването на разума:

Преходът от естественото състояние към състоянието на гражданско общество предизвиква много забележима промяна у човека, като заменя инстинкта в поведението му с правосъдие и придава нравственост на неговите действия, която дотогава е липсвала. Само тогава, когато гласът на дълга замени физическия импулс и апетита у човека, който дотогава е зачитал само себе си, той открива, че е длъжен да действа по различни принципи и да се допитва до разума преди да слуша чувствата си. Макар че в това състояние той е лишен от някои природни предимства, той печели в замяна други, много по-големи, неговите способности се стимулират и развиват, идеите му избуяват, чувствата му се облагородяват и цялата му душа така се възвисява, че с изключение на честите случаи, когато тормозът от новото му състояние не го принизява под нивото на предходното, той би трябвало вечно да благославя момента на преход и го е превърнал от глупаво животно без въображение в разумно същество и човек
—Жан-Жак Русо, За обществения договорВ оригинал 
The passage from the state of nature to the civil state produces a very remarkable change in man, by substituting justice for instinct in his conduct, and giving his actions the morality they had formerly lacked. Then only, when the voice of duty takes the place of physical impulses and right of appetite, does man, who so far had considered only himself, find that he is forced to act on different principles, and to consult his reason before listening to his inclinations. Although in this state he deprives himself of some advantages which he got from nature, he gains in return others so great, his faculties are so stimulated and developed, his ideas so extended, his feelings so ennobled, and his whole soul so uplifted, that, did not the abuses of this new condition often degrade him below that which he left, he would be bound to bless continually the happy moment which took him from it for ever, and, instead of a stupid and unimaginative animal, made him an intelligent being and a man
Обществото корумпира хората само тогава, когато общественият договор фактически не е успял, какъвто е случаят в съвременното му общество, описано в Разсъждение за неравенството (1754). В това есе, което доразвива идеите, въведени в Разсъждение за науките и изкуствата, Русо проследява социалната еволюция на човека от примитивното естествено състояние до съвременното общество. Най-ранните самотни хора притежават основен стремеж към самосъхранение и естествена склонност към състрадание или съжаление. Те се различават от животните по свободната си воля и потенциала си за усъвършенстване. Когато започват да живеят в групи и да формират кланове, те започват да изпитват любов и към семейството, която Русо разглежда като източник на най-голямото щастие, познато на човечеството.
Докато разликите в богатството и статута между семействата са минимални, първото събиране на хората на групи е придружено от мимолетна златна епоха на процъфтяване. Развитието на земеделието, металургията, частната собственост и разделението на труда и произтичащата от това зависимост един от друг обаче водят до икономическо неравенство и конфликти. Тъй като нарастващото население ги принуждава да взаимодействат все по-тясно, те претърпяват психологическа трансформация: започват да виждат себе си през очите на другите и да оценяват доброто мнение на другите като съществено за своето самоуважение. 
Русо твърди, че първоначалният, дълбоко опорочен обществен договор (т.е. този на Хобс), довел до съвременната държава, е изготвен от богатите и властващите, които подвеждат населението да им предаде свободите си и така неравенството се установява като основна характеристика на човешкото общество. Собствената концепция на Русо за обществения договор може да се разбира като алтернатива на тази порочна форма на сдружаване.
В края на Разсъждение за неравенството Русо обяснява как желанието на човека да има стойност в очите на другите може да подкопае личната му почтеност и автентичност в едно общество, белязано от взаимозависимост и йерархия. В последната глава на За обществения договор Русо ще попита „Какво трябва да се направи?“ Той отговаря, че сега всичко, което могат да направят хората, е да култивират в себе си добродетели и да се подчинят на законните си владетели. За неговите читатели обаче неизбежното заключение е, че е необходим нов и по-справедлив обществен договор.
Подобно на други философи от Просвещението, Русо е критичен към атлантическата търговия с роби. 

### Политическа теория
За обществения договор очертава основите за легитимен политически ред в рамките на класическия републиканизъм. Публикувана през 1762 г., книгата се превръща в едно от най-влиятелните произведения на политическата философия в западната традиция. Тя доразвива някои от идеите, споменати в по-ранната статия Économie Politique (Разсъждения за политическата икономия), включена в Енциклопедията на Дидро. Трактатът започва с драматичното начално изявление „Човек се ражда свободен и навсякъде е в окови. Тези, които се смятат за господари на другите, са всъщност по-големи роби от тях."
Русо твърди, че естественото състояние е примитивно, без закон или морал, и хората са го изоставили заради ползите и необходимостта от сътрудничество. С развитието на обществото разделението на труда и частната собственост налагат човешката раса да създаде правни институции. В дегенериралата фаза на обществото човекът е склонен да се конкурира често със своите ближни, като същевременно става все по-зависим от тях. Този двоен натиск заплашва както оцеляването му, така и свободата му.
Според Русо, като се обединят в гражданско общество чрез обществен договор и изоставят своите претенции за естествени права, хората могат едновременно да се съхранят, и да останат свободни. Това е така, защото подчинението им на авторитета на общата воля като цяло им гарантира, че няма да бъдат подчинени на волята на други индивиди, а също така гарантира, че те са подчинени на себе си, тъй като са сред колективните автори на закона.
Въпреки че Русо твърди, че суверенитетът (или правомощието да се създават закони) трябва да бъде в ръцете на хората, той същевременно прави рязко разграничение между суверена и правителството. Правителството се състои от магистрати, натоварени с изпълнението и прилагането на общата воля. „Суверенът“ е върховенството на закона, в идеалния случай наложено чрез пряка демокрация и съответно събрание.
Русо обаче се противопоставя на идеята, че хората трябва да упражняват суверенитета чрез представително събрание (книга III, глава XV). Той одобрява например републиканското правителство на един град-държава, за който модел е Женева (или би станала, ако правителството беше подновено според принципите на Русо). Франция не може да отговори на критерия на Русо за идеална държава, защото е твърде голяма. Голяма част от последвалите спорове относно книгата на Русо се въртят около разногласията относно твърденията му, че гражданите, принудени да се подчиняват на общата воля, са по този начин освободени:

Идеята за общата воля е изцяло в центъра на теорията на политическата легитимност на Русо... Това е обаче неясно и противоречиво понятие. Някои коментатори виждат в него диктатурата на пролетариата или тиранията на бедното градско население (като може да се види във Френската революция). Мисълта на Русо не е такава. Това става ясно от „Разсъждения за политическата икономия“, където Русо подчертава, че общата воля съществува, за да защитава индивида срещу масата, а не да бъде принесен в жертва. Той е, разбира се, съвсем наясно, че хората имат егоистични и частни интереси, които ще ги накарат да се опитат да подтискат другите. Именно поради това лоялността към доброто на всички трябва да е върховен (макар и не единствен) ангажимент от страна на всеки, за да може общата воля да се зачита, но и също така преди всичко да се формулира правилно.
В оригинал 
The notion of the general will is wholly central to Rousseau's theory of political legitimacy. ... It is, however, an unfortunately obscure and controversial notion. Some commentators see it as no more than the dictatorship of the proletariat or the tyranny of the urban poor (such as may perhaps be seen in the French Revolution). Such was not Rousseau's meaning. This is clear from the Discourse on Political Economy, where Rousseau emphasizes that the general will exists to protect individuals against the mass, not to require them to be sacrificed to it. He is, of course, sharply aware that men have selfish and sectional interests which will lead them to try to oppress others. It is for this reason that loyalty to the good of all alike must be a supreme (although not exclusive) commitment by everyone, not only if a truly general will is to be heeded but also if it is to be formulated successfully in the first place.
Забележителна особеност на За обществения договор е неговата логическа последователност, която Русо е изучил през двадесетте си години от математиката.

### Образование и възпитание
Философията на образованието при Русо се занимава не с конкретни техники за предаване на информация и концепции, а по-скоро с развитието на характера и моралния усет на ученика, така че той да се научи на самоусъвършенстване/самообладание и да запази добродетелите си дори в неестествено и несъвършено общество, в което ще трябва да живее. Измисленото момче Емил трябва да бъде отгледано в провинцията, която според Русо е по-естествена и здравословна среда от града, под попечителството на наставник, който ще го води през различни учебни етапи. Днес бихме нарекли това дисциплинарен метод на „естествените последици“. Русо смята, че децата се учат да различават правилно от грешно не чрез физическо наказание, а като преживяват последиците от своите действия. Преподавателят трябва да вземе мерки в процеса на учене да не настъпят вредни последици за Емил.
Русо става един от първите привърженици на методите на образование, съобразени с развитието; неговото описание на етапите на детското развитие отразява концепцията му за културна еволюция. Той разделя детството на етапи:
1. първи етап до около 12-годишна възраст, когато децата се ръководят от своите емоции и импулси
2. по време на втория етап, от 12 до около 16, разумът започва да се развива
3. на третия етап, от 16-годишна възраст нататък, детето се превръща във възрастен

Русо препоръчва на подрастващия да научи практически умения, например дърводелство, което изисква креативност и мисъл, ще го предпази от неприятности и ще му осигури резервно средство за препитание в случай на неблагоприятна промяна на съдбата (най-известният аристократичен младеж, който е образован по този начин, може би е Луи XVI, чиито родители го карат да изучи ключарството). Шестнадесетгодишният младеж вече е готов да има спътник от противоположния пол.
Въпреки че идеите му в много отношения са предвестници на съвременните, има едно изключение: Русо вярва в патриархалното семейство по античния римски модел. Софи, младата жена, предназначена за съпруга на Емил, която е образец на идеалната жена, е обучена да слуша съпруга си, докато Емил, представител на идеалния мъж, е обучен да се самоуправлява. Това не е случайна черта на образователната и политическа философия на Русо; тя от съществено значение в неговото разграничение между частния свят на личните отношения и публичния свят на политическите отношения. В представите на Русо функционирането на публичната и частната сфера са свързани, а частната сфера зависи от подчинението на жените. Русо предугажда съвременната идея за буржоазното семейство като основна единица, като майката поема отговорността за домакинството и грижите за децата и ранното им образование.
Феминистките, започвайки с Мери Уолстънкрафт през 1792 г., критикуват Русо за това, че ограничава жените в домашната сфера. Той се страхува, че ако жените не са опитомени и ограничени от чувство за скромност и срам, „мъжете ще бъдат тиранизирани от жените... Защото, като се има предвид лекотата, с която жените възбуждат сетивата на мъжете, в крайна сметка мъжете ще станат техни жертви...“ Русо смята, че майките трябва да кърмят децата си, но съвременниците му имат различна гледна точка.
Идеите на Русо оказват влияние за развитието на прогресивно образование, което отчита интереса на децата, а не на програмата (child-centered education). Книгата на Джон Дарлинг от 1994 г., Child-Centered Education and its Critics описва историята на съвременната педагогика с поредица от бележки под линия с препратки към Русо. Теориите на педагози като близките съвременници на Русо Песталоци, графиня де Генлис и по-късно Мария Монтесори и Джон Дюи, оказали пряко влияние върху съвременните образователни практики, имат значителни допирни точки с Русо

## Религия
Русо приема римокатолицизма на 16 години, принуден от обстоятелствата. На 40 години се връща към строгия калвинизъм на родната си Женева като част от периода на моралната си трансформация и поддържа тази религиозна философия през останалата част от живота си, макар че в един момент се отказва от женевското си гражданство. За разлика от много от по-агностичните философи от Просвещението, Русо потвърждава необходимостта от религия. Неговите възгледи за религията, представени във философските му произведения, обаче могат да се сторят на някои в противоречие с доктрините и на католицизма, и на калвинизма.
Безусловната поддръжка на религиозната толерантност, изложена от Русо в Емил, е интерпретирана като защита на религиозния индеферентизъм (безразличие), който е ерес и книгата е осъдена както в калвинистка Женева, така и в католически Париж. Въпреки че хвали Библията, Русо е отвратен от християнството по негово време.  Твърдението на Русо в „За обществения договор“, че истинските последователи на Христос няма да станат добри граждани, може би е друга причина за неговото осъждане в Женева. Той отхвърля също така доктрината за първородния грях, която играе голяма роля в калвинизма. В своето Писмо до монсеньор дьо Бомон, архиепископ на Париж Русо пише: „в човешкото сърце не съществува вродено извращение“. 
Още през XVIII век деистите разглеждат Бог просто като абстрактен и безличен създател на Вселената, оприличен на гигантска машина. Деизмът на Русо се различава от обичайния по своята емоционалност. Той вижда присъствието на Бог в творението като нещо добро и различно от вредното влияние на обществото. Русо приписва духовна стойност на красотата на природата и това предшества отношението на представителите на романтизма от XIX век към природата и религията. Русо е разстроен, че неговият деизъм е така остро осъден, докато този на по-атеистичните философи е игнориран. Той се защитава срещу критиците на неговите религиозни възгледи в своето Писмо до Бомон, „в което настоява, че свободната дискусия по религиозни въпроси е по същество по-религиозна от опитите за налагане на вярата със сила“.

## Влияние

### Обща воля
Концепцията на Русо за „обща воля“ (на френски: volonté générale), не е негова оригинална, а по-скоро принадлежи към вече утвърдената лексика в юридически и богословски трудове от онова време. Използвана е от Дидро и Монтескьо (и от неговия учител, монахът Никола Малебранш). Фразата служи за обозначаване на общия интерес, въплътен в правната традиция, като различен и надхвърлящ частните и преходни интереси на отделните индивиди във всеки даден момент. Тя е израз на доста демократична идеология, тъй като декларира, че гражданите на една нация трябва да извършват всички онези действия, които са счели за необходими в собственото си суверенно събрание.
Същата концепция е част от по-радикалната републиканска традиция на Спиноза от края на XVII век, от когото Русо се различава в други важни отношения, но не и в подчертаването на значението на равенството:

Докато разбирането на Русо за прогресивна деградация на морала на човечеството от момента на установяването на гражданско общество се различава значително от твърдението на Спиноза, че човешката природа е еднаква навсякъде и винаги... и за двамата философи безукорното равенство на нашето естествено състояние е крайна цел и критерий, който единствено може да формулира „общото благо“, общата воля (volonté générale), или при Спиноза mens una..., да осигури стабилност и политическо спасение. Без висшия критерий на равенството общата воля без съмнение губи значението си... Когато в разгара на Френската революция якобинските клубове из цяла Франция редовно прибягват до Русо, когато искат радикални реформи, и най-вече когато те са предназначени да установят равенство, както например преразпределението на земята, те в същото време, макар и несъзнателно, се позовават на радикална традиция, датираща от края на XVII век
В оригинал 
While Rousseau's notion of the progressive moral degeneration of mankind from the moment civil society established itself diverges markedly from Spinoza's claim that human nature is always and everywhere the same ... for both philosophers the pristine equality of the state of nature is our ultimate goal and criterion ... in shaping the „common good“, volonté générale, or Spinoza's mens una, which alone can ensure stability and political salvation. Without the supreme criterion of equality, the general will would indeed be meaningless. ... When in the depths of the French Revolution the Jacobin clubs all over France regularly deployed Rousseau when demanding radical reforms. and especially anything—such as land redistribution—designed to enhance equality, they were at the same time, albeit unconsciously, invoking a radical tradition which reached back to the late seventeenth century.

### Френска революция
Основни фигури на революцията като Робеспиер и Сен Жюст смятат себе си за принципни егалитарни републиканци, длъжни да премахнат излишъците и корупцията; в това те са вдъхновени най-вече от идеите на Русо. Според Робеспиер недостатъците у отделните индивиди се отстраняват чрез отстояване на „общото благо“, което той е осмислил като колективна воля на народа; тази идея е извлечена от „общата воля“ на Русо. Решението на революционерите, вдъхновени от Русо, да въведат деизма като новата официална гражданска религия на Франция скандализира традиционалистите.
Идеите на Русо вдъхновяват някои ритуални и символични прояви през по-радикалните фази на Революцията. Например през август 1793 г. на мястото на разрушената Бастилия е проведена церемония по повод приемането на новата конституция, режисирана от най-предания художник на революцията Жак-Луи Давид и е изпълнена кантата, вдъхновена от демократичния пантеистичния деизъм на Русо, изложен в глава четвърта „Верую на савойския викарий“ (на френски: Profession de foi d'un vicaire savoyard) от „Емил“ .
Влиянието на Русо върху Френската революция е забелязано от Едмънд Бърк, който критикува Русо в „Размисли за революцията във Франция“, и тази критика отеква в цяла Европа, карайки Екатерина Велика да забрани неговите творби. Тази връзка между Русо и Френската революция (особено с царството на терора) се запазва и през следващия век. Както отбелязва Франсоа Фюре, „можем да видим, че през целия XIX век Русо е в основата на тълкуването на Революцията, както за нейните почитатели, така и за нейните критици“.

### В САЩ
Според някои учени Русо упражнява минимално влияние върху бащите-основатели на Съединените щати, въпреки сходството на техните идеи. Те споделят убеждението за очевидността на твърдението, че „всички мъже са създадени равни“ и убеждението, че гражданите на една република трябва да се образоват за публична сметка. Може да се направи паралел между концепцията на Конституцията на САЩ за „общото благосъстояние“ и концепцията на Русо за „общата воля“. Други общи черти съществуват между Джеферсоновата демокрация и похвалите на Русо за икономиките на Швейцария и Корсика на изолирани и независими чифлици и неговото одобрение за съществуването на добре регулирана милиция, като тази на швейцарските кантони.
Най-важният му американски последовател е авторът на учебници Ноа Уебстър (1758 – 1843), който използва идеите по педагогика на Русо в Емил, за да структурира своя учебник по правопис според предложените от Русо етапи на развитие на детето.
Трудовете на Русо имат косвено влияние върху американската литература чрез творбите на Уилям Уърдсуърт и Имануел Кант, чиито произведения са били важни за Нова Англия и трансценденталиста Ралф Уолдо Емерсън, както и на такива унитарианци като теолога Уилям Елъри Чанинг. „Последният мохикан“ на Джеймс Фенимор Купър и други романи отразяват републиканските и егалитарни идеали, присъстващи както у Томас Пейн, така също и в английския романтичен примитивизъм.

## Оценки
Като отваря пътя на един нов начин на писане и усещане, Русо става един от новаторите в литературата, един от инициаторите на модерния свят. Идеите му, макар посредствени и банални, получават широк отзвук, защото са насочени към чувствителността на читателите.
„В интерес на истината“, пише Кингсли Мартин, „Русо е гений, чието истинско влияние не може да се проследи с точност, защото то прониква в цялата го последвала мисъл... той дава воля на въображението и на сантименталността, той увеличава стремежа на хората към справедливост и обърква умовете и той дава на бедните надежда, макар че богатите са онези, които могат да ползват аргументите му. Поне в едно отношение влиянието му е солидно: той дискредитира силата като основа на държавата, убеждава хората, че властта е легитимна само когато е основана на рационално съгласие и че никакви аргументи с преходна валидност не могат да оправдаят правителство, което пренебрегва индивидуалните свободи или не успява да наложи социално равенство“:с. 219
Германските писатели Гьоте, Шилер и Хердер заявяват, че творбите на Русо ги вдъхновяват. Хердер смята Русо за свой „водач“, а Шилер сравнява Русо със Сократ. Гьоте през 1787 г. заявява: „Емил и неговите настроения оказаха универсално влияние върху всички културни умове“. Счита се, че елегантността на стила на Русо е вдъхновила значителната трансформация във френската поезия и драма – освобождавайки ги от твърдите литературни норми. Други писатели, повлияни от писанията на Русо, включват Леопарди в Италия; Пушкин и Толстой в Русия; Уърдсуърт, Колридж, Байрон, Шели и Кийтс в Англия; Хоторн и Торо в Америка. Според Толстой: „На петнадесет вместо обичайния кръст, носех на врата си медальон с портрета на Русо“.
Разсъждение за изкуствата и науките на Русо, подчертаващо индивидуализма и отхвърлящо „цивилизацията“, е оценено високо от Томас Пейн, Уилям Годуин, Шели, Толстой, Едуард Карпентър и др. Съвременникът на Русо Волтер хвали главата „Верую на савойския викарий“ в Емил.
Сред съвременните почитатели на Русо са Джон Дюи и Клод Леви-Строс. Според Матю Джоузефсън Русо остава спорен в продължение на повече от два века и продължава до наши дни да печели почитатели и критици. Както критиците, така и почитателите подчертават значимостта на Русо, но вторите са на мнение, че той е най-великият мислител по въпроса за цивилизацията на своето време.

### Критика към Русо
Първите, които критикуват Русо, са неговите колеги философи, преди всичко Волтер. Според Жак Барзун Волтер е раздразнен от първата беседа Разсъждение за науките и изкуствата и възмутен от втората Разсъждение за произхода на неравенството. След прочитането ѝ реакцията на Волтер е, че Русо би искал читателят да „ходи на четири крака“, както подобава на дивак. 
Самюел Джонсън казва на своя биограф Джеймс Босуел: „Смятам, че той е един от най-лошите хора; мошеник, който трябва да бъде изгонен от обществото, както и се е случило“. 
Неговият водещ католически противник е Жан-Батист Бланшар. Бланшар отхвърля метода на образование на Русо, при което човек трябва да изчака, докато детето порасне, за да развие разум. Според него детето извлича по-голяма полза от ученето в най-ранните си години. Той също така не е съгласен с идеите за образование на жените, като заявява, че жените са зависими по природа. Премахването на майчиното им призвание е неестествено, тъй като би довело до нещастие както за мъжете, така и за жените. 
Историкът Жак Барзун заявява, че Русо не е примитивист, а колегите му философи го отхвърлят от завист към успеха на трудовете му и защото той, за разлика от тях, отхвърля лукса и удобствата на цивилизацията.
Още през 1788 г. мадам дьо Стал публикува своите Писма за творбите и характера на Ж.-Ж. Русо, първата работа, която я прави известна. През 1819 г. в известната си реч „За древната и съвременна свобода“ нейният партньор Бенжамен Констан, привърженик на конституционната монархия и представителната демокрация, критикува Русо или по-точно неговите по-радикални последователи (по-специално абат дьо Мабли) за идеята, че „всичко трябва да отстъпи място на колективната воля и че всички ограничения на индивидуалните права ще бъдат в голяма степен компенсирани от участието в социалната власт“.
Фредерик Бастиа силно критикува Русо в няколко от своите произведения, най-вече в „Законът“. Според него Русо игнорира формите на социален ред, създадени от хората – разглеждайки ги като безмисловна маса, оформяна от философите. Бастиа, който се смята за един от предшествениците на „спонтанния ред“ , представя собствена визия за това, което той смята за „естествен ред“. Това е проста икономическа верига, при която множество участници, без дори да се познават взаимно, могат да си взаимодействат, да си сътрудничат и да изпълняват взаимно нуждите си в съответствие с основните икономически закони като търсенето и предлагането. В такава верига, например за да произвеждат дрехи, трябва да действат независимо много участници – земеделските производители да наторяват и обработват земята за производство на фураж за овцете, хората да ги стрижат, транспортират вълната, да я превръщат я в плат, а други хора да го ушиват и продават. Тези хора участват в естествен икономически обмен и не е необходимо нито да им се заповядва, нито усилията им трябва да бъдат централизирани. Такива вериги присъстват във всеки клон на човешката дейност, в който хората произвеждат или обменят стоки и услуги и заедно, естествено, създават сложен социален ред, който не изисква вдъхновение отвън, нито централна координация на усилията или бюрократичен контрол, за да бъде в полза на обществото като цяло. Това според Бастиа е доказателство, че самото човечество е способно да създаде сложен социално-икономически ред, който може да бъде по-добър от произволната визия на един философ.
Бастиа смята също, че Русо си противоречи относно човешката природа; ако природата е „достатъчно непобедима, за да си върне господството“, защо тогава ще са ѝ необходими философите, които да я насочват обратно към естественото състояние? И обратно, според него човечеството ще избере съдбата си в съответствие със законите на икономиката и на самата човешка природа, без философи, които да го ръководят. Друга критика на Бастиа е, че животът в природата би обрекъл човечеството на ненужни трудности.
Жустин или нещастията на добродетелта (1791) на маркиз дьо Сад частично пародира и използва за вдъхновение социологическите и политическите концепции на Русо в Разсъждение за неравенството и Обществения договор. Особено се засягат понятията като естествено състояние, цивилизацията като катализатор на корупция и зло и че хората „подписват“ договор за взаимно отказване от свободи за защита на правата.
Едмънд Бърк си създава неблагоприятно впечатление за Русо по време на посещението му във Великобритания през 1766 – 1767 г., и макар че не го е срещал лично, познава добре Дейвид Хюм, при когото Русо отсяда. По-късно Бърк прави връзка между егоистичната философия на Русо и личната му суета:

Имах възможност да следя делата му почти ежедневно и у мен не остана съмнение, че няма други принципи, които да ръководят сърцето и ума му, освен суетата
—Едмънд Бърк, A letter to..В оригинал 
I had good opportunities of knowing his proceedings almost from day to day and he left no doubt in my mind that he entertained no principle either to influence his heart or to guide his understanding, but vanity
Бърк публикува през февруари 1791 г. „Писмо до един член на Народното събрание“ – филипика срещу Русо, когото той счита за идеолог на Френската революция. Бърк твърди, че крайностите на революцията не са случайни, а са били предвидими от самото начало и се коренят в личната суета на Русо, неговата арогантност и други морални недостатъци. Признавайки дарбата му за красноречие, Бърк осъжда липсата у Русо на добър вкус и по-изтънчени обноски, които би възпитало образованието на един джентълмен:

Вкусът и елегантността... са от голямо значение в регулирането на живота. Моралният вкус... значително превъзмогва злините на порока. Русо, писател с голяма сила и жизненост, е напълно лишен от вкус във всеки смисъл на думата. Вашите господари [т.е., лидерите на революцията], които са негови ученици, смятат, че всяка изтънченост е с аристократичен характер. Предходната епоха изчерпа всичките си сили, за да придаде изтънченост и благородство на нашите апетити и да ги издигне много по-високо, отколкото е справедливо. Чрез Русо вашите господари са решени да унищожат тези аристократични предразсъдъци
—Едмънд Бърк, A letter to..В оригинал 
Taste and elegance ... are of no mean importance in the regulation of life. A moral taste ... infinitely abates the evils of vice. Rousseau, a writer of great force and vivacity, is totally destitute of taste in any sense of the word. Your masters [i.e., the leaders of the Revolution], who are his scholars, conceive that all refinement has an aristocratic character. The last age had exhausted all its powers in giving a grace and nobleness to our mutual appetites, and in raising them into a higher class and order than seemed justly to belong to them. Through Rousseau, your masters are resolved to destroy these aristocratic prejudices

## Произведения
В Изповеди, които пише в края на живота си, Русо разказва за живота си с големи подробности. Две от по-късните му творби „Размисли на самотния скитник“ и „Русо съдия на Жан Жак“, също са автобиографични. Това, което е особено актуално в Изповеди, е почти извинителният тон, с който Русо обяснява определени публични и частни събития в живота си, много от които предизвикват спорове. От тази книга става ясно, че Русо я използва като възможност да оправдае себе си в отговор на отправените атаки (несправедливи според него) срещу него и неговата философска мисъл.
Целият му живот е изпълнен с конфликти, първо, когато е чирак, по-късно в средата на други мислители на Просвещението като Дидро и Волтер, след това с парижките и швейцарските власти и дори с английския му домакин Дейвид Хюм. Въпреки че Русо обсъжда тези конфликти и се опитва да обясни своята гледна точка, той няма за цел да оправдае всички свои действия. Той се порицава и поема отговорността за много от тези събития, като извънбрачните си отношения с Терез. В други случаи обаче, когато обсъжда вражди с приятели и съвременници, ясно личи параноята му. Русо се опитва едновременно да оправдае действията си пред публиката, така че да получи нейното одобрение, и да утвърди собствената си уникалност като критик на същата тази публика.
- Есе за модерната музика, 1736
- Разсъждение за това дали напредъкът на науките и изкуствата е допринесъл за очистване на нравите, 1750
- Нарцис, или само обожателя: Комедия, 1752
- Разсъждение върху произхода на неравенството, 1754
- Беседа за политическата икономия, 1755
- Писмо до Д'Аламбер за театралните представления, 1758
- Жули или Новата Елоиза, 1761
- Емил или за възпитанието, 1762
- За обществения договор, или принципи на политическото право, 1762
- Четири писма до г-н дьо Малшербе, 1762
- Пигмалион, 1762
- Писма, писани от планината, 1764
- Dictionnaire de la musique
- Изповеди, 1770, публикувани 1782
- Конституционен проект за Корсика, 1772
- Съображения за правителството на Полша, 1772
- Lettres Elementaires Sur La Botanique
- Les rêveries du Promeneur Solitaire, 1776
- Есе за произхода на езиците, 1781
- Rousseau juge de Jean-Jacques, 1782

### Музикални композиции
Русо е написал седем опери, както и музика в други форми, и има принос в теорията на музиката. Музиката му е смесица от късен бароков стил и възникващата класическа мода и той принадлежи към същото поколение преходни композитори като Кристоф Вилибалд Глук и Карл Филип Емануел Бах. Една от по-известните му творби е едноактната опера Селският гадател (1752). Операта съдържа дуета Non, Colette n'est point trompeuse, който по-късно е преработен като самостоятелна песен от Бетховен, а танцът гавот в осма сцена поражда мелодията на народната песен Go Tell Aunt Rhody. Русо композира също така няколко забележителни мотета, някои от които се пеят в Консерт Спиритюел в Париж. През 1742 г. Русо разработва система от музикална нотация, която е номерирана и съвместима с печатарството. Той представя своето изобретение пред Френската академия на науките, но то е отхвърлено. През 1743 г. Русо пише първата си опера Les Muses galantes, изпълнена за първи път през 1745 г.
- Любовни музи (Les Muses galantes) (1743)
- Les Fetes de Remire (1745)
- Symphonie à Cors de Chasse (1751)
- Селският гадател (Le Devin du village) (1752) – едноактна опера
- Salve Regina (1752) – antiphone
- Chansons de Bataille (1753)
- Pygmalion (1762/1770) – melodrama
- Avril – aire a poesía de Rémy Belleau
- Les Consolations des Misères de Ma Vie (1781)
- Daphnis et Chloé
- Que le jour me dure!
- Le Printemps de Vivaldi (1775)

## Издания в България
- Избрани съчинения, София: Наука и изкуство:
  - Т. 1 (1988). Включва За обществения договор, Разсъждение дали възраждането на науките и изкуствата е допринесло за очистването на нравите, Съждение върху проекта за вечен мир, Писмо до г-н Д'Аламбер, Фрагменти, Размисли на самотния скитник и Разсъждение върху следния въпрос, предложен от Дижонската академия: Какъв е произходът на неравенството между хората и основава ли се то на природния закон.
  - Т. 2 (1997). Включва Емил или за възпитанието.

### Цитирана литература
- Cranston, Maurice (2005). The Solitary Self. Chicago, Illinois: University of Chicago Press.
- Damrosch, Leopold. Jean-Jacques Rousseau: Restless Genius.   New York, Houghton Mifflin Harcourt, 2005. ISBN 978-0-618-44696-4. с. 566..
- Durant, Will, Durant, Ariel. The Story of Civilization: Rousseau and revolution; a history of civilization in France, England, and Germany from 1756, and in the remainder of Europe from 1715 to 1789. Т. 10.   Simon & Schuster, 1967. ISBN 9780671219888. с. 1091.
- Einaudi, Mario. Early Rousseau.   Ithaca, Cornell University Press, 1968.
- Ellingson, Ter. The Myth of the Noble Savage.   Berkeley, University of California Press, 2001.
- Israel, Jonathan I. Radical Enlightenment: Philosophy and the Making of Modernity.   Oxford University Press, 2002.
- Lovejoy, Arthur O. The Supposed Primitivism of Rousseau's 'Discourse on Inequality' //  Modern Philology XXI.   1948. с. 165 – 186.. Reprinted in Essays in the History of Ideas (Baltimore: Johns Hopkins Press). „A classic treatment of the Second Discourse“ – Nicholas Dent.
- Rousseau, Jean-Jacques (1987). Confessions. Cambridge University Press, ISBN 978-0-521-31500-5, https://archive.org/details/isbn_9780521328036, превод на български: Русо, Жан-Жак. Изповеди. София, Народна култура, 1973. с. 714
- Rousseau. On the Origin of Inequality.   1754. Посетен на 19 февруари 2021. A DISCOURSE ON A SUBJECT PROPOSED BY THE ACADEMY OF DIJON: WHAT IS THE ORIGIN OF INEQUALITY AMONG MEN, AND IS IT AUTHORISED BY NATURAL LAW? (на английски) Архив на оригинала от 2021-01-23 в Wayback Machine.